# Tice (Rapperin)
Tice, bürgerlich Hatice Yurdakul (* 1985 in Ankara), ist eine türkische Rapperin, Sängerin und Songwriterin aus Düsseldorf.

## Leben und Karriere
Nach Tices Geburt in Ankara zogen ihre Eltern als Gastarbeiter nach Deutschland. Dort wuchs sie im Velberter Stadtbezirk Langenberg auf. Ihr musikalisches Interesse wurde bereits früh durch ihren Vater und dessen Bağlama-Spiel geprägt. Hip-Hop entdeckte sie 1995 durch die in Deutschland gegründete türkischsprachige Rap-Gruppe Cartel für sich.
2005 begann Tice Rap-Texte zu schreiben und zu vertonen. Mit zog Tice nach Düsseldorf um. Bald folgte ihr erster regionaler Auftritt. Bis zu ihren ersten Veröffentlichungen dauerte es jedoch noch einige Jahre. Zunächst wurden die EPs Each One Tice One (2014) und Trümmerfrau (2015) gratis zum Download bereitgestellt. Auf letzterer befindet sich unter anderem auch ein Duett mit Lakmann One.
Im Jahr 2017 wurde ihre nächste EP Baklava veröffentlicht. Im Folgenden ging Tice gemeinsam mit Sookee auf Tournee. 2018 begleitete Tice Moses Pelham auf seiner Herz-Tour.
Es folgten einige Singles bis zur nächsten EP Ohnegleichen im Jahr 2023. Auf dieser ist neben Rap zum ersten Mal auch Tices Gesang zu hören.
Am 29. November 2024 veröffentlichte Tice ihr Debütalbum Meilensteine. Als Cover wurde ein Passbild der einjährigen Tice verwendet, das 1986 kurz nach ihrer Einreise nach Deutschland aufgenommen wurde.

## Stil und Einflüsse
Tice selbst bezeichnet ihre Lieder als "Hymnen zur Selbstachtung". Ihre Musik wird als Deutschrap und Old-School-Rap mit minimalistischer Instrumentierung bezeichnet. In einzelnen Liedern sind auch Einflüsse von Afrobeats zu hören. Als herausragendes Merkmal von Tices Musik wird ihre Stimme genannt, die als markant, tief, rau, rauchig, soulig und als "Domina-Stimme" bezeichnet wird.
Als Vorbilder nennt sie Lauryn Hill, DMX, Tupac Shakur und Azad.

## Diskografie

### Alben
- 2024: Meilensteine

### EPs
- 2014: Each One Tice One
- 2015: Trümmerfrau
- 2017: Baklava
- 2023: Ohnegleichen

### Singles
- 2014: Der Schneekönig
- 2018: Grenzgänger
- 2018: Ende
- 2019: Wir haben uns
- 2021: Alles
- 2021: Wie viele Tränen
- 2022: Reise
- 2022: Sonnenblumenkerne
- 2022: Loyalität
- 2023: Liebe
- 2023: Mein Erbe
- 2023: Nichts mehr
- 2024: Setz dich
- 2024: Hol mich ab
- 2024: Nr.1
- 2024: Unkraut